# Organització Revolucionària Proletària del Nepal
Organització Revolucionaria Proletària del Nepal fou un partit polític comunista del Nepal sorgit el 1972, dirigit per Narayan Man Bijukchhe amb força principal a Bhaktapur. La seva branca juvenil era la Nepal Revolutionary Youth Union. El 1976 fou una de les organitzacions que va formar l'Organització de Treballadors i Camperols del Nepal de la que Narayan Man fou president.